# Karl-Friedrich Lüdemann
Karl-Friedrich Lüdemann (* 7. Juni 1912 in Lennep; † 29. Mai 1967 in Dresden) war ein deutscher Eisenhüttenmann und Hochschullehrer.

## Leben
Nach dem Abitur am Albertinum in Freiberg studierte Karl-Friedrich Lüdemann ab dem Sommersemester 1931 an der Bergakademie Freiberg Eisenhüttenkunde. Zu Beginn des Studiums wurde er Mitglied des Corps Saxo-Borussia. Im Jahr 1935 schloss er das Studium als Dipl.-Ing. ab. 1936 ging er zum Stahlwerk Hagen-Haspe der Klöckner-Werke AG, wo er Stahlwerksassistent, stellvertretender Betriebsleiter und zuletzt Betriebsleiter war. Am 16. Oktober 1937 beantragt er die Aufnahme in die NSDAP und wurde rückwirkend zum 1. Mai desselben Jahres aufgenommen (Mitgliedsnummer 4.884.181). 1940 wechselte er als Stahlwerkschef zur Königshütte der Königs- und Bismarckhütte AG in Oberschlesien. Von 1942 bis 1944 nahm er als Offizier am Zweiten Weltkrieg teil. Nach schwerer Verwundung kehrte er zur Königshütte zurück.

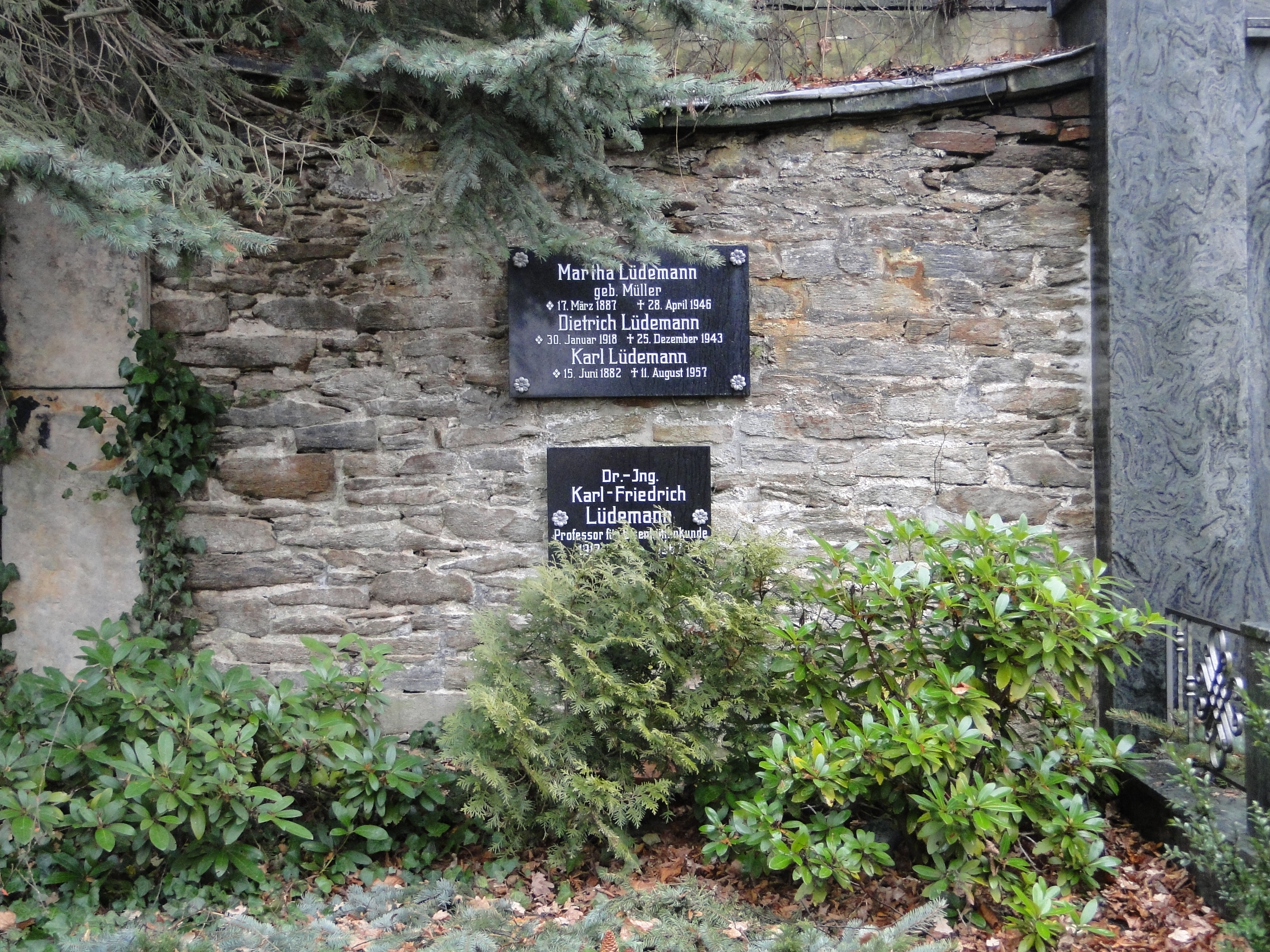
Grab von Karl-Friedrich Lüdemann in Freiberg

Nach Ende des Zweiten Weltkrieges wurde er wissenschaftlicher Assistent am Eisenhütteninstitut der Bergakademie Freiberg. 1946 wurde er wissenschaftlicher Mitarbeiter im sowjetischen Technischen Büro Eisen in Freiberg. 1947 wurde er Hauptingenieur im Stahlwerk Silbitz. Im Jahr 1950 wurde er als Abteilungsleiter an das Eisenforschungsinstitut Hennigsdorf berufen. Im Nebenamt führte er ab 1951 an der Humboldt-Universität Berlin einen Lehrauftrag für Eisenhüttenkunde aus. Nachdem er 1953 von der Technischen Hochschule Dresden zum Dr.-Ing. promoviert worden war, ernannte ihn die Humboldt-Universität Berlin zum Honorarprofessor. 
Im Jahr 1956 wurde er als Nachfolger von Wolfgang Küntscher zum Professor für Eisenhüttenkunde und Direktor des Instituts für Eisenhüttenkunde an die Bergakademie Freiberg berufen. Den Lehrstuhl hatte er bis zu seinem Tode inne. Zusätzlich war er von 1957 bis 1960 Direktor des Instituts für Sonderstahlkunde sowie von 1957 bis 1958 und von 1960 bis 1962 kommissarischer Direktor des Instituts für Ökonomie, Organisation und Planung des Hüttenwesens. Von 1958 bis 1963 war er Prodekan der Fakultät für Ingenieurökonomie und von 1965 bis zu seinem Tod Rektor der Bergakademie.
In seinen wissenschaftlichen Arbeiten beschäftigte er sich mit den theoretischen Grundlagen der Eisen- und Stahlerzeugung. 
Lüdemann starb 1967 in Dresden und wurde auf dem Donatsfriedhof in Freiberg beigesetzt.

## Mitgliedschaften
Von 1957 bis 1961 war Lüdemann Stadtverordneter in Freiberg, 1963 schloss er sich der SED an. 1959 wurde er zum korrespondierenden, 1961 zum ordentlichen Mitglied und 1963 zum Mitglied des Präsidiums der Deutschen Akademie der Wissenschaften zu Berlin berufen. 1963 wurde er Mitglied des Forschungsrates der DDR. 1951 erhielt er das Band des in der Bundesrepublik an der RWTH Aachen restituierten Corps Saxo-Montania zu Freiberg und Dresden in Aachen.

## Auszeichnungen
- Verdienter Techniker des Volkes, 1952
- Nationalpreis der DDR, 1954

## Schriften
Karl-Friedrich Lüdemann war Autor bzw. Co-Autor von 58 Veröffentlichungen.
- Das Verhalten des Chroms und des Mangans im basischen Siemens-Martin-Ofen unter Berücksichtigung der Schlackenzusammensetzung und der Temperatur. 1953.
- Grundlagen der Roheisenerzeugung im Niederschachtofen unter weitgehender Verwendung eisenarmer Einsatzstoffe. 1963.
- Grundlagen der Verhüttung eisenhaltiger Verbrennungsrückstände ostelbischer Braunkohlen und ihre Bedeutung für das Niederschachtofenverfahren in der Deutschen Demokratischen Republik. 1963.
- Nichtmetallische Verunreinigungen im Stahl. 1966.